# Thomas Pühringer
Thomas Pühringer (* 1941 in Wels; † 30. Dezember 2018 in Linz) war ein österreichischer Maler und Bildhauer.

## Leben und Wirken
Der Sohn des Linzer Puppenspielers Franz Pühringer (Betreiber der Linzer Puppenspiele) studierte von 1956 bis 1962 bei Walter Ritter an der Kunstschule der Stadt Linz in der Meisterklasse für Bildhauerei, ist seit 1962 als bildender Künstler tätig und arbeitete von 1962 bis 1976 in einem Atelier des Egon-Hofmann-Hauses. Später gehörte er neben Rudolf Kolbitsch und Peter Kubovsky viele Jahre einem künstlerischen Beratungsgremium an, das bei Entscheidungen über die Aufnahme eines Künstlers angehört wird.
Seit 1966 war er Mitglied der Künstlervereinigung MAERZ und 1973 wurde er Mitglied der Sezession Graz. Ab 1962 nahm er an zahlreichen Ausstellungen im In- und Ausland teil und führte vier Einzelausstellungen durch. Er ist Träger mehrerer Kunstpreise u. a. erhielt er zweimal den Theodor-Körner-Preis (1967, 1982). Seine Urne wurde am Urnenhain Urfahr beigesetzt.

## Werke

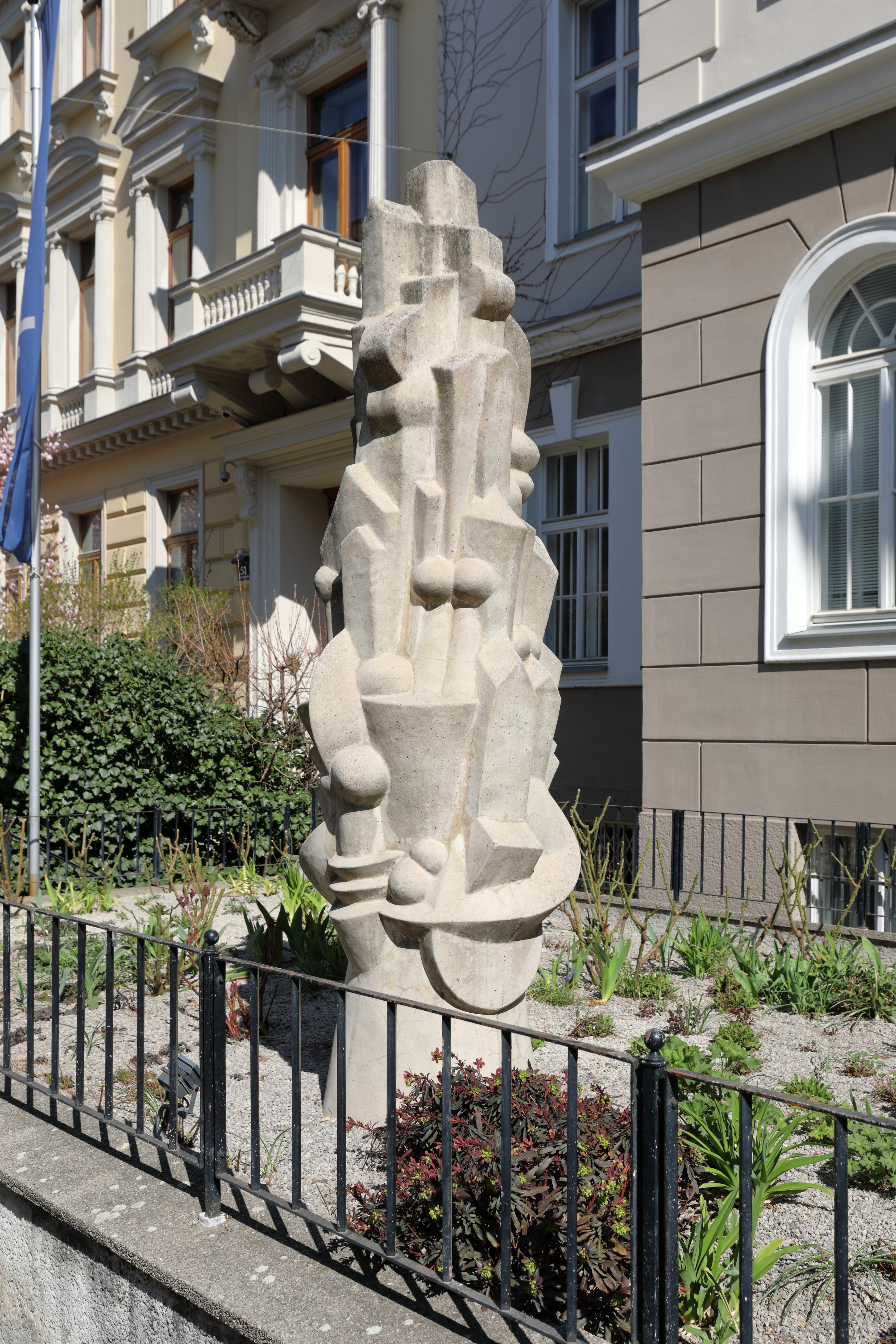
Skulptur „Die Stadt“

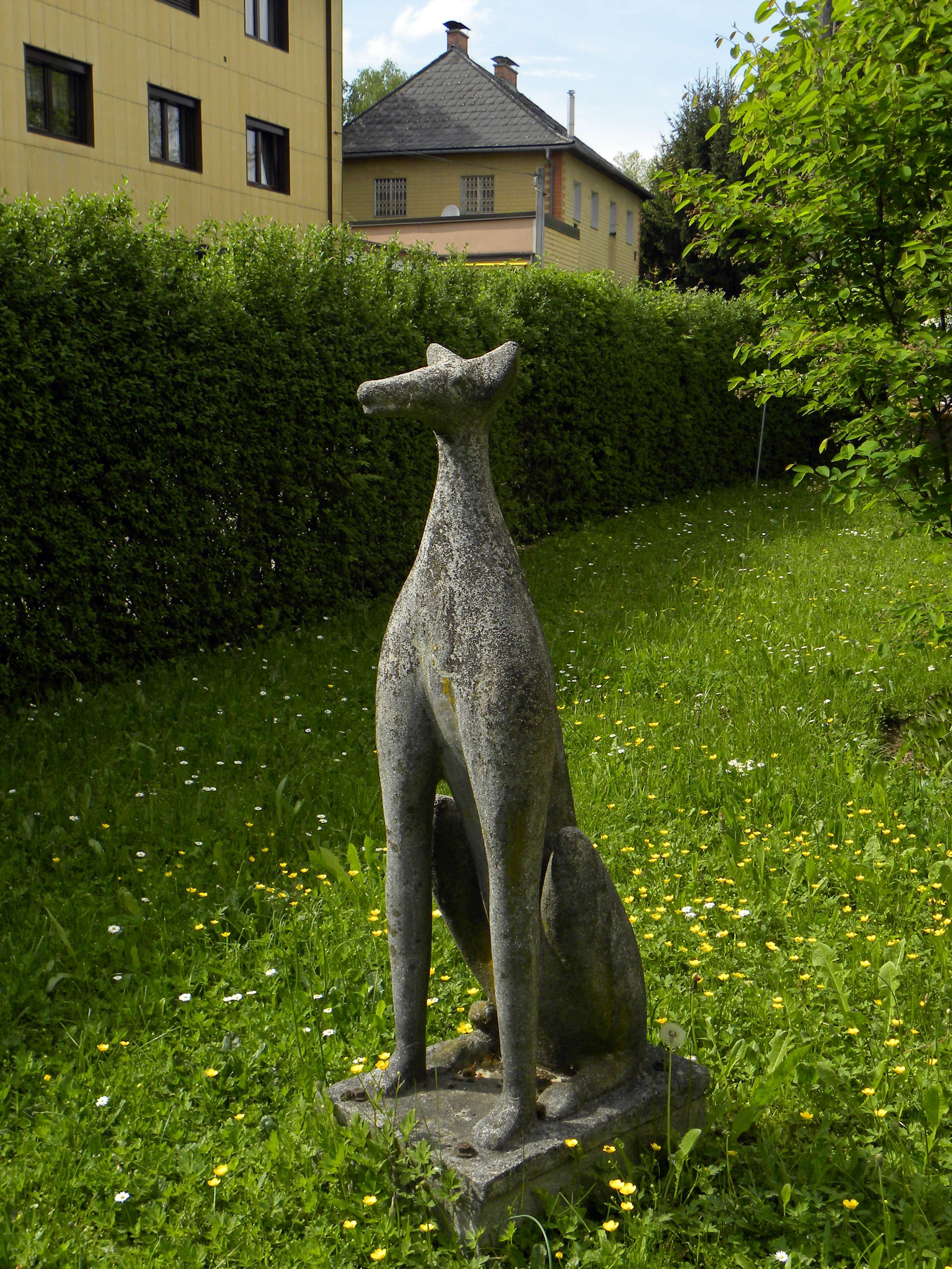
Betongussplastik „Hund“, (1965)

Thomas Pühringer als Student der Bildhauerei schuf 1960 bei der Renovierung der Linzer Puppenbühne eine neue plastische Bühnendekoration, die mit zahlreichen technischer Möglichkeiten ausgestattet war.
Zu seinen Werken zählen Plastiken und Reliefs in Betonguss, Terrakotta, Bronze, Kupfer und Aluminium für öffentliche und private Bauten in Oberösterreich. Weitere Auftragswerke waren Schriftsteine, Kriegerdenkmäler, Kreuzwege, Brunnenanlagen und Brückenfiguren. Er beschäftigte sich auch mit der Planung und Gestaltung großer Räume, wie beispielsweise der Kapelle in Hartheim mit Glasfenstern, dem Pausenhof der Jahnschule und diverse Kinderspielplätze.
Auswahl
- Hund, Betongussplastik im Vorgarten des Hauses Keplerstraße 6, Linz (1965)[6]
- Stadt, Betongussplastik, 1967 vom OÖ. Landesmuseum angekauft aus Anlass der Verleihung des Förderungspreises des Landes Oberösterreich
- Kriegerdenkmal Kallham (1974)
- Bronzeplastiken (1978 bis 2002)[7]
- Kreuzwegstationen in der Pfarrkirche Mitterkirchen (1983)
- Plastik an der Südseite des Linzer Rathauses (1. Preis und Ausführung, 1985)
- Bronzerelief am Kreisgericht Wels
- Paar stehend, Bronze, Ankauf 1988 durch das Bundesministerium für Unterricht und Kunst im Rahmen der Kunstförderung
- Platzgestaltung vor der Bezirkshauptmannschaft Urfahr-Umgebung in Linz-Urfahr aus farbigem Granit,[8] 1. Preis und Ausführung, 1992
- Kein leichter Weg, Keramikrelief, graue und blaue Glasur (2001)[9]
- Von Armut zum Reichtum, Mischtechnik/Papier, Grafik in der Kunstsammlung des Landes Oberösterreich (2004)